# Jeanne Demessieux

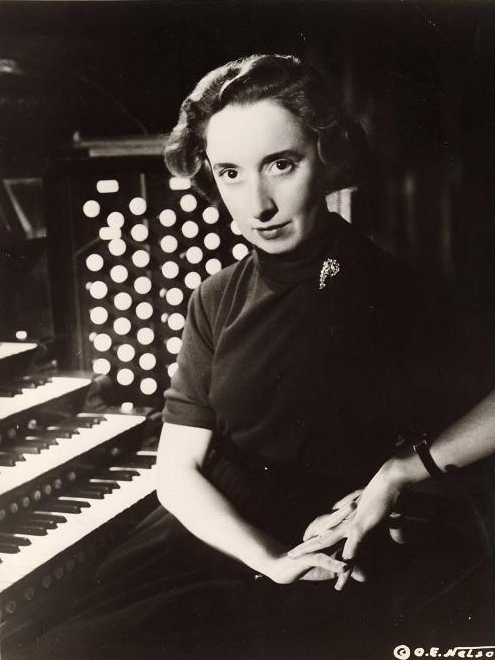
Jeanne Demessieux in 1958

Jeanne Marie Madeleine Demessieux (Montpellier, 13 februari 1921 - Parijs, 11 november 1968) was een Franse organiste, pianiste, componiste en onderwijzer.
Zij was een van de weinige vrouwelijke organisten, en zeer bekend omwille van haar virtuositeit. In 1933, op twaalfjarige leeftijd, was ze al organist-titularis in de kerk Saint-Esprit (12e arrondissement). Deze positie heeft ze 29 jaar vervuld. Van 1936 tot 1939 en van 1941 tot 1946 studeerde ze bij Marcel Dupré, die haar terecht prees als zijn beste leerling ooit. 
In 1946 gaf ze haar eerste concert in de Salle Pleyel in Parijs. Dit was de start van een internationale carrière als organiste (meer dan 700 concerten in Europa en de Verenigde Staten). Demessieux had een goed geheugen. Ze kende 2500 werken, inclusief de complete orgelwerken van Bach, Franck en Liszt uit het hoofd. 
In 1962 werd ze organiste in de Parijse kerk La Madeleine. Daarnaast was ze professor aan het conservatoire Royal in Luik (1952-1968) en het conservatorium in Nancy (1950-1952). Een van haar bekende leerlingen was de Nederlandse organist Charles de Wolff. In 1960 werd ze benoemd tot ridder in de Belgische Kroonorde. 
Van haar oeuvre zijn vooral de Six Études, op. 5 (1944) zeer gekend vanwege de zeer hoge moeilijkheidsgraad.
Demessieux overleed op 47-jarige leeftijd aan kanker. Ze werd begraven vanuit La Madeleine, waar tijdens de uitvaartdienst het orgel niet werd bespeeld en was bedekt met een zwart laken tot aan de vloer.

## Composities

### Orgel solo
- Nativité, op. 4 (1943/44)
- Six études, op. 5 (1944)
  - Pointes
  - Tierces
  - Sixtes
  - Accords alternés
  - Notes répétées
  - Octaves
- Sept méditations sur le Saint-Esprit, op. 6 (1945–47)
  - Veni Sancte Spiritus
  - Les eaux
  - Pentecôte
  - Dogme
  - Consolateur
  - Paix
  - Lumière
- Triptyque, op. 7 (1947)
  - Prélude
  - Adagio
  - Fugue
- Twelve Choral-Preludes on Gregorian Chant Themes, op. 8 (1947)
  - Rorate Caeli (aka. Rorate Coeli)
  - Adeste fideles
  - Attende Domine
  - Stabat Mater
  - Vexilla Regis
  - Hosanna filio David
  - O Filii
  - Veni Creator Spiritus
  - Ubi caritas
  - In manus tuas
  - Tu es petrus
  - Domine Jesu
- Andante (Chant donné) (1953)
- Te Deum, op. 11 (1957/58)
- Répons pour le temps de pâques: Victimae paschali laudes (1962/63)
- Répons pour les temps liturgiques (1962–66)
  - Répons pour le temps du Très-Saint-Rosaire: Ave Maria
  - Répons pour le temps d'Advent: Consolamini
  - Répons pour le temps du Saint-Sacrement: Lauda Sion (eerste versie, 1963)
  - Répons pour le temps du Saint-Sacrement: Lauda Sion (tweede versie, 1966)
- Prélude et fugue en ut, op. 13 (1964)

- Biblioteca Nacional de España: XX1567794
- Bibliothèque nationale de France: cb13923320q (data)
- Gemeinsame Normdatei: 121911179
- International Standard Name Identifier: 0000 0000 8386 316X
- Library of Congress Control Number: n84033291
- MusicBrainz: 17d50980-fe09-4bba-84f0-2da65c611862
- Nationale Bibliotheek van Tsjechië: xx0162793
- Nationale Bibliotheek van Polen: a0000001867694
- Nederlandse Thesaurus van Auteursnamen: 142077518
- Istituto Centrale per il Catalogo Unico: LO1V273725
- Système universitaire de documentation: 157312828
- Trove: 1173528
- Virtual International Authority File: 59271551
- WorldCat: E39PBJkD699BrRp88k63QXwjYP